# Platymischos bassicus
Platymischos bassicus är en stekelart som beskrevs av Peter Friedrich Ludwig Tischbein 1868. Platymischos bassicus ingår i släktet Platymischos och familjen brokparasitsteklar. Arten är reproducerande i Sverige. Inga underarter finns listade i Catalogue of Life.